# Пњов-Предхради
Пњов-Предхради (чеш. Pňov-Předhradí) је насељено мјесто са административним статусом сеоске општине (чеш. obec) у округу Колин, у Средњочешком крају, Чешка Република.

## Становништво
Према подацима о броју становника из 2014. године насеље је имало 536 становника.